# 維什邦嶺
84°56′S 166°56′W / 84.933°S 166.933°W
維什邦嶺（英語：Wishbone Ridge），是南極洲的山嶺，位於阿蒙森海岸，屬於鄧肯山脈的一部分，處於莫里斯峰以東3.7公里，由美國研究隊命名，現時由南極條約體系管理。